# Rickard Sarby
Erik Rickard Sarby (* 19. September 1912 in Dannemora, Uppsala; † 10. Februar 1977 in Uppsala, Schweden) war ein schwedischer Konstrukteur von Kanubooten und Segler. Er wurde International bekannt durch die Konstruktion der olympischen Einmann-Jolle Finn-Dinghy oder kurz „Finn“.

## Olympische Sommerspiele 1952 in Helsinki
Im Januar 1949 organisierte die Finnische Yacht Vereinigung Finnish Yachting Association (FYA) einen Konstruktionswettbewerb für eine neue olympische Einmann-Jolle für die bevorstehenden Olympischen Sommerspiele 1952 in Helsinki (Finnland).
Rickard Sarby gewann den Wettbewerb nach einer Reihe von Testwettfahrten mit einem Entwurf Fint, das sich als die schnellste Jolle herausgestellt hatte. In der Rumpfform erinnerte die Jolle stark an ein Kanu und war betont einfach gehalten. Am 15. Mai 1950 entschied die FYA das Fint als eine olympische Einmann-Jolle zu übernehmen. Der Name wurde in Finn geändert und als Segelzeichen zwei blauen Wellen verwendet. Später erwarb die FYA die uneingeschränkten Rechte, das Finn zu bauen.
Rickard Sarby lieferte neben den 1:1-Entwürfen auch den ersten Prototyp. In der Finn-Klasse wird seit 1952 ohne Unterbrechung um olympische Medaillen gekämpft. Alle namhaften Segler der Welt haben in ihrer Seglerkarriere mal in der Bootsklasse Finn um vordere Platzierungen gekämpft.

## Sportliche Erfolge bei olympischen Segelwettbewerben
- 1948 in London, 4. Platz, Bootsklasse Firefly
- 1952 in Helsinki, Bronzemedaille, Bootsklasse Finn
- 1956 in Melbourne, 5. Platz, Bootsklasse Finn